# Виньяль, Рене
Рене Виньяль (фр. René Vignal; 12 августа 1926, Безье, Франция — 21 ноября 2016, Тулуза, Франция) — французский футболист, выступавший на позиции голкипера.

## Биография
Внук известного адвоката Эужена Виньяля (1835—1904). В юности занимался футболом, регби и боксом. Причём футбольные тренеры предпочитали доверять будущему вратарю позицию центрфорварда.
Его спортивный талант в полной мере раскрылся во время войны, когда основной голкипер его команды, чередовавший футбольные бои с настоящими, получил ранение на фронте. С 1944 года он выступал за клуб «Тулуза».
Известен по выступлениям за парижский «Расинг» (свыше 200 матчей) и сборную Франции. Считался лучшим французским вратарём послевоенного времени.
В 1956—1959 гг. находился в тюрьме, был осужден за кражу.
Рене Виньялю посвящена глава «Летающий француз» книги Макса Юрбини «Футбольные истории».